# 崔善愛
崔 善愛（チェ・ソンエ、최 선애、1960年 - ）は、在日韓国人のピアニスト。父は牧師で人権活動家の崔昌華。

## 略歴
- 1960年 - 兵庫県に生まれる。
- 1979年 - 愛知県立芸術大学音楽部器楽科（ピアノ）入学
- 1985年 - 同大学院器楽科修士課程修了
- 1986年 - 米国インディアナ大学大学院に3年間留学
  - 出国準備中、指紋押捺を拒否したため、再入国が許可されなかった。成田空港のイミグレーションで不許可のまま出国すると永住資格を失うと説明を受けたうえで出国し、そのまま協定永住資格を失った[1]。

- 1988年に一時帰国、法務大臣から180日の在留特別許可を受けたのを皮切りに延長を続け[2]、日本政府を相手に再入国不許可取消訴訟を起こして同年に最高裁判所で敗訴が確定した（崔善愛事件）。その後、日本政府が1999年に救済措置として外国人登録法を一部改正した（平成11年法律第134号）[3][4][5]ため、2000年、崔は再び特別永住者になった。

- 2008年には、ピアニストとして音楽芸術家協会に所属し、ピアニストとしての演奏活動しながらコンサートの収益を多田謡子反権力人権基金に寄付した[6]。
- 2009年には根津公子と『君が代不起立と指紋押捺拒否を個人として当たり前のことをしてきただけなのに、結果として正面から国と向き合って生きることになった』として『表現することが痛みではなく、喜びとなれば 』と主張した[7]。
- 2011年には「新しい歴史教科書をつくる会」不採択運動の集会に参加して「自分を愛する、自分の国を愛するということはわざわざ教えることではない。よその国を愛しなさいというところからが教育でないでしょうか」と主張した[8]。
- 2012年には「反原発」をテーマにした講演や演奏会など行っている[9]。

## 活動
- 2010年 韓国強制併合100年共同行動の呼びかけ人となる。
- 2011年 新しい歴史教科書をつくる会が作成した歴史教科書を採択させない運動で、在日韓国人の立場から「自分を愛する、自分の国を愛するということはわざわざ教えることではない。よその国を愛しなさいというところからが教育でないでしょうか」と発言し、採択しないように訴えた[8]。
- 2016年 植村裁判を支える市民の会の共同代表に就任。週刊金曜日で「私たちが支えなければ、誰が」として植村隆を支えることを訴えた[10]。

## 著書
- 『「自分の国」を問いつづけて―ある指紋押捺拒否の波紋』 （岩波ブックレット、2000年）ISBN 978-4000092258
- 『父とショパン』 （影書房 、2008年）ISBN 978-4877143947
- 『ショパン―花束の中に隠された大砲』（岩波ジュニア新書、2010年）ISBN 978-4005006656
- 『十字架のある風景』 (いのちのことば社、2015年） ISBN 978-4264034360

### 共著
- 『クリスチャンとして「憲法」を考える』朝岡勝,片岡輝美,内藤新吾,岡田明,饒平名長秀,坪井節子共著 クリスチャン新聞編 いのちのことば社 21世紀ブックレット 2014 ISBN 978-4264031925
- 『秘密保護法の日本と教会 〈附〉田中正造・佐野エクステンション』星出卓也,中林篤朗,安田耕一,野寺博文共著 信州夏期宣教講座編 いのちのことば社 21世紀ブックレット 2015 ISBN 978-4264034445